# Ibrahim Tukiçi
Ibrahim Tukiçi (ur. 5 kwietnia 1926 w Szkodrze, zm. 24 maja 2004 w Tiranie) – albański wokalista i kompozytor, tenor.

## Życiorys
Pochodził z rodziny rzemieślniczej. Już w dzieciństwie związał się z zespołem muzycznym działającym w Szkodrze, gdzie śpiewał pieśni ludowe. W czasie okupacji przyłączył się do ruchu oporu, śpiewał wtedy głównie pieśni partyzanckie.
W 1945 rozpoczął służbę wojskową i wstąpił do Zespołu Artystycznego Armii Albańskiej, z którym występował do 1947 jako solista. W tym samym zespole występowali wówczas Maliq Herri, Gaqo Çako i Avni Mula. Po zakończeniu służby wojskowej wrócił do rodzinnej Szkodry, gdzie został mianowany solistą w zespole artystycznym miejscowego Domu Kultury. Wraz z zespołem występował na koncertach w kraju i za granicą (Bułgaria, ZSRR).
W 1952 wyjechał z kraju, aby rozpocząć studia w konserwatorium moskiewskim, pod kierunkiem Anatolija Doliwy. Dyplom obronił w 1957 i wkrótce potem wrócił do kraju. Tam został mianowany solistą stołecznego Teatru Opery i Baletu, występował także w Zespole Pieśni i Tańców Ludowych. Oprócz występów na scenie śpiewał arie operowe, romanse i ballady na koncertach, organizowanych na terenie całego kraju.
Na Festiwalu w Bukareszcie w 1953 r. otrzymał drugą nagrodę w kategorii „najlepszego wokalisty”. Zdobywał nagrody na konkursach wokalnych w Warszawie (1955) i w Wiedniu (1958). Od lat 60. poza działalnością na scenie uczył także w szkole muzycznej. W 1987 przeszedł na emeryturę. Za swoją działalność artystyczną został wyróżniony w 1951 tytułem Zasłużonego Artysty ((alb.) Artist i Merituar) i w 1985 Artysty Ludu ((alb.) Artist i Popullit).
Był ojcem dwóch muzyków albańskich – Genca i Davida Tukiçiego.

## Filmografia
- 1980: Karnavalet jako dr Xhuvi